# HMS Loch Dunvegan (K425)
«Лох-Дунвеган» (англ. HMS Loch Dunvegan (K425) — військовий корабель, фрегат типу «Лох» Королівського військово-морського флоту Великої Британії за часів Другої світової війни.

## Історія створення
Фрегат «Лох-Дунвеган» був закладений 29 вересня 1943 року на верфі компанії Charles Hill & Sons у Бристолі. 25 березня 1944 року він був спущений на воду, а 30 червня 1944 року відразу увійшов до складу Королівських ВМС Великої Британії.

## Історія служби
24 серпня 1944 року в Баренцовому морі північно-східніше мису Нордкап глибинними бомбами британських шлюпів «Мермейд», «Пікок», фрегата «Лох Данвеган» і есмінця «Кеппель» був затоплений німецький підводний човен U-354. Всі 51 члени екіпажу загинули.
14 лютого 1945 року британські фрегати «Бейнтин», «Братвейт», «Лох Екк» і «Лох Данвеган» потопили глибинними бомбами в Норвезькому морі північніше Шетландських островів німецький підводний човен U-989. Всі 47 членів екіпажу загинули.